# Abdellatif Mekki
Abdellatif Mekki (arabe : عبد اللطيف المكي), né le 27 août 1962 à El Ksour, est un médecin et homme politique tunisien, ancien membre du mouvement islamiste Ennahdha.
Il sert comme ministre de la Santé publique de 2011 à 2014 et en 2020.

## Biographie
Militant politique, il est secrétaire général de l'Union générale tunisienne des étudiants fondée en 1985 par des étudiants de la mouvance islamiste. Il est brièvement arrêté en 1987 puis libéré à l'arrivée au pouvoir de Zine el-Abidine Ben Ali, avant d'être à nouveau arrêté le 14 mai 1991 à la suite des mouvements estudiantins en faveur des libertés d'expression, d'organisation et d'action politique dans les universités, le ministre de l'Intérieur Abdallah Kallel dénonçant un complot du mouvement Ennahdha dans une conférence de presse le 22 mai. Torturé, il est hospitalisé à deux reprises,. Condamné par le tribunal militaire à onze mois puis à dix ans de prison en 1992 pour appartenance au mouvement Ennahdha, il est libéré en 2001 après avoir purgé l'intégralité de sa peine.
Il souhaite alors mais ne peut terminer son internat en médecine et soutenir sa thèse de doctorat. Il s'inscrit alors en troisième cycle de biochimie dynamique mais se voit exclu sans motif le 13 décembre 2002, le conduisant à entamer une grève de la faim illimitée le 7 février 2004. La même année, il obtient finalement un diplôme d'études approfondies en biochimie dynamique de la faculté des sciences de Tunis puis un doctorat d'État en médecine de la faculté de médecine de Tunis en 2009, ; il devient par la suite médecin.
Après la révolution de 2011, il mène la liste du mouvement Ennahdha dans la circonscription du Kef lors des élections qui ont lieu la même année ; il est élu constituant et siège de ce fait à l'assemblée. En décembre 2011, il devient ministre de la Santé publique dans le gouvernement Hamadi Jebali ; en avril 2012, pour ne pas cumuler ces deux fonctions, il quitte son siège à l'assemblée. Il est reconduit dans le gouvernement Ali Larayedh, avant d'être élu à l'Assemblée des représentants du peuple lors des élections législatives du 26 octobre 2014. Le 19 février 2020, il est à nouveau nommé ministre de la Santé publique dans le gouvernement d'Elyes Fakhfakh.
Durant son premier mandat, il doit notamment faire face à un mouvement de contestation appelé « Révolution du bistouri ». Après l'agression du professeur Chokri Kaddour par un agent, Abdellatif Mekki présente des excuses officielles.
Lors de son second mandat, il doit faire face à la pandémie de coronavirus. Sa gestion de la crise est saluée par plusieurs observateurs,,,.
En janvier 2021, il est vice-président du mouvement Ennahdha chargé des relations avec les organismes nationaux.
Le 25 septembre 2021, son nom apparaît dans la liste des signataires d'une démission collective du parti Ennahdha, dans le cadre des tensions internes avec la direction du parti alimentées par la crise politique initiée le 25 juillet.
Le 28 juin 2022, il annonce le lancement de son nouveau mouvement, Travail et Réalisation, dont il est le secrétaire général.
Le 5 août 2024, un tribunal condamne Abdellatif Mekki à huit mois de prison et l'interdit de se présenter aux élections pour achat de voix. Le 27 août, le Tribunal administratif accepte le recours déposé en appel par Mekki.

## Vie privée
Il est marié et père de quatre enfants.